# Крымскотатарский коллаборационизм во Второй мировой войне
Крымскотатарский коллаборационизм во Второй мировой войне — военно-политическое сотрудничество части крымскотатарского населения Крыма с нацистской Германией и её сателлитами во время Второй мировой войны. Коллаборационизм части крымских татар стал официальным обоснованием советских властей для проведённой ими этнической чистки и депортации крымских татар 18 мая 1944 года, признанной впоследствии СССР «преступной и незаконной».
Считается, что около 10 % крымских татар так или иначе принимали участие в борьбе с советскими партизанами Крыма, а также — поступили на службу в германские военные и полицейские подразделения. Существенный процент из их числа согласились на сотрудничество с нацистами добровольно. При этом пропорциональная доля сотрудничающих с немцами среди крымских татар оказалась значительно выше, чем аналогичные пропорции, рассчитанные для русских и украинских коллаборационистов.
По оценке профессора военной истории Рольфа-Дитера Мюллера из Берлинского университета имени Гумбольдта, полное число крымскотатарских добровольцев, выбравших сторону Гитлеровской Германии, примерно в два раза превышало количество крымских татар, призванных в ряды Красной армии. Более того, перешедшие на немецкую сторону крымские татары являлись почти всеми боеспособными членами их национального меньшинства в Крыму.

## Культурно-идеологические и религиозные предпосылки
Согласно переписи 1939 года в Крымской АССР проживало 218 879 крымских татар, что составляло 19,4 % от общего населения Крымского полуострова.
16 июля 1941 года на секретном совещании Гитлера с рейхсляйтерами А. Розенбергом и М. Борманом, рейхсминистром Г. Ламмерсом и генерал-фельдмаршалом В. Кейтелем в ставке по оккупационной политике в России было принято решение, что Крым должен стать чисто немецкой колонией, из которой должны были быть депортированы или эвакуированы все «чужаки», то есть проживающие там русские, украинцы, крымские татары и другие народы не германского происхождения. Тогда же Гитлер решил переименовать Крым в Готенланд (страна готов, нем. Gotenland), а в декабре Розенберг предложил ему переименовать и города — Симферополь в Готенбург (город готов, нем. Gotenburg) и Севастополь в Теодорихсхафен (гавань Теодориха, нем. Theoderichshafen).
В то же время Турция, которая уже многие десятилетия имела тесные дипломатические связи с Германией, а в Первую мировую войну была и её союзником, исторически имела прочные традиционные связи с крымскими татарами, к судьбе которых оставалась не равнодушна. Командующего 11-й армией генерала Э. Манштейна также мало интересовала расовая идеология, в отличие от ситуаций, влияющих на военный потенциал Германии, и он распорядился, чтобы солдаты Вермахта с уважением относились к мусульманскому населению полуострова, так как ислам воспринимался немцами как «антибольшевистская религия». Рейхсфюрер СС Г. Гиммлер высказал мнение о том, что польза должна быть важней принципов, ввиду чего «на время войны не следует касаться вопроса татар и их переселения».

Изначально, в нацистской риторике термин «татары» обладал самым уничижительным смыслом как коллективное обозначение всех восточных тюрков. Однако в марте 1942 года Имперское министерство оккупированных восточных территорий выпустило инструкцию, предписывающую не применять это слово. Вместо него следовало использовать более конкретные термины «народы Идель-Урала», «крымские тюрки», «азербайджанцы» и т. п. Через несколько месяцев Имперское министерство пропаганды выпустило приказ воздержаться от нападок на эти группы населения. Затем в статье нем. Zeitschrift für Politik немецкий дипломат фон Хентиг объявил, что термин «татары» имеет не оскорбительный, а почётный смысл. В одной из статей, которая была опубликована в полевых журналах для северо-кавказских добровольцев было заявлено, что все племена Северного Кавказа принадлежат к индо-германской расе. Однако расового смешения между германцами и восточными тюрками рекомендовалось избегать для пользы обоих народов. Германские офицеры получили специальные инструкции, чтобы разъяснять «тюркским народам» их «расовую ценность», которая имеет некоторые отличия от немецкой. Ввиду этой разницы кровосмешение между германцами и тюрками не рекомендовалось из-за негативных последствий для обеих сторон. В связи с этим крымские татары в Крыму получили от немецкой администрации право самоуправления и экономические привилегии. Крымскотатарский язык стал основным средством общения в школах, на нём печатались газеты и ставились театральные постановки. Несмотря на то, что немецкие части периодически осуществляли акции устрашения в Крыму, эти операции не затрагивали членов крымскотатарских общин.
Исторические свидетельства особо выделяют тот факт, что крымские татары стали первой этнической группой на всей территории СССР, которой нацисты дали право сформировать свои национальные воинские части под германским командованием. В целом, Гитлер демонстрировал неприкрытый скепсис по поводу принятия не-германцев в свои вооружённые силы, особенно это касалось добровольцев из СССР. Однако, выражая неприемлемость набора русских, украинцев и белорусов, он без сомнений поддерживал вербовку мусульман, которых считал единственными солдатами, заслуживающими доверия. Первыми представителями не-германских народов, которым было позволено вступать в ряды Ваффен-СС стали балканские мусульмане. Аналогичная линия поведения была выбрана во взаимоотношениях с тюркоязычными народами СССР. При этом именно советским выходцам с Кавказа и Центральной Азии удалось сыграть центральную роль в кампаниях нацистского режима против унтерменшей. А вспомогательные формирования, созданные на Крымском полуострове, стали самыми крупными мусульманскими подразделениями в составе регулярных немецких войск.
В ходе всей войны крымские татары сражались в составе подразделений 11-й немецкой армии, которые состояли целиком из мусульман. В конце концов общее количество крымских татар воюющих в Крыму достигло примерно 20 тысяч человек. Отряды крымских татар активно применялись немецким командованием против советских партизан. В короткий срок они заработали признание и уважение нацистов благодаря высокому уровню дисциплины и своим боевым качествам. Очень скоро они также приобрели себе мрачную репутацию из-за чрезмерной жестокости, проявленной в ходе антипартизанских операций. После эвакуации из Крыма в 1944 году немцы перебросили татарские батальоны в Румынию.
20 октября 1944 года крымскотатарские добровольцы были включены в состав Восточно-тюркского соединения войск СС (нем. Osttürkische Waffen-Verbände der SS) вместе с туркестанцами, поволжскими татарами, азербайджанцами и представителями некоторых других народностей. По планам нацистов это воинское формирование бригадного типа должно было стать промежуточной формой перед развёртыванием полноценной дивизии. По словам командира этого формирования Харуна эль-Рашида Хинтерзатца мусульманские добровольцы выделялись своей набожностью и лояльностью идеалам нацизма. Он полагал, что благодаря силе идей ислама восточных тюрков можно будет эффективно использовать в немецких интересах. Однако, по его мнению, общая картина была не столь примитивна: если верность туркестанских, крымскотатарских и азербайджанских добровольцев не вызывала сомнений, то волжские татары надёжностью не отличались.
В отношении принятия той или иной противоборствующей стороны в среде крымских татар не было такого единства, которое было в среде славянского населения Крыма. Достаточно большое количество из числа первых до конца воевало и в партизанских отрядах. В этническом плане, как отметил профессор Исламской истории Массачусетского университета в Дартмуте Г. У. Брайан, после русских наибольшее число местных партизан составляли крымские татары, и это при том, что последних было значительно меньше, чем проживающих в Крыму украинцев. К 1944 году примерно пятую часть партизан в Крыму составляли крымские татары.

## Оккупация Крыма (1941—1944)

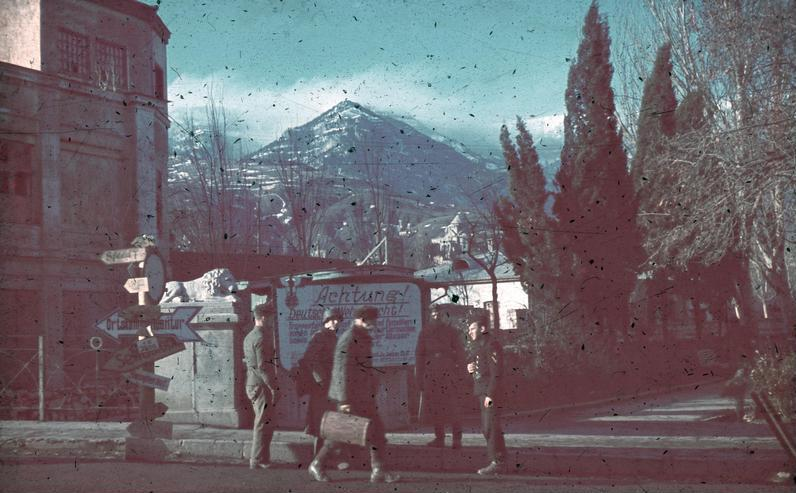
Немецкие солдаты в Крыму, декабрь 1941 года

18 октября 1941 года немецко-румынские войска перешли в наступление на крымском направлении.
28 октября группировка под командованием Манштейна в составе 11-й немецкой армии и частей 3-й румынской армии прорвала Ишуньские укрепления, вторгшись на территорию Крыма. Советские войска начали отступление: части 51-й армии отходили к Керчи, части Приморской армии — к Севастополю.
После эвакуации с Керченского полуострова на Кубань частей 51-й армии в ноябре 1941 года советские войска продолжали удерживать район Севастополя, тогда как остальная территория полуострова была оккупирована немецкими войсками.
Уже в 1941 году глава имперской службы безопасности СД Рейнхард Гейдрих поднял вопрос об организации татарских и тюркских формирований в Главном управлении имперской безопасности, однако из-за нехватки ресурсов реализация этого проекта была отложена. Эта идея получила своё развитие только осенью 1943 года, когда В. Шелленберг подписал меморандум о формировании Мусульманского легиона Ваффен-СС, который комплектовался мусульманами Советского Союза.

Вместе с тем, после отхода советских войск на оккупированной территории началось создание крымскотатарских мусульманских комитетов. Так, был создан Крымский мусульманский комитет, позднее переименованный в Симферопольский мусульманский комитет. 3 января 1942 года состоялось его первое заседание, в котором приняли участие офицеры вермахта, СД и представители татарских общин. Один из мулл в своём выступлении заявил: 
Наша религия и верования требуют принять участие в … священной борьбе совместно с немцами, ибо окончательная победа для татар означает не только уничтожение советского господства, но снова даёт возможность их религиозным и моральным обычаям.
Эта встреча мусульманского комитета в Симферополе положила начало набору крымских татар в немецкие вооружённые силы. На встрече с ними присутствовали офицеры Айнзацгруппы Д, среди которых был также группенфюрер СС О. Олендорф, который представлял немецкое командование. Ход проведения этого мероприятия имел религиозный характер, он включал в себя ритуальные элементы и отводил главную роль местному имаму. Как отмечал Отто Олендорф, были прочтены молитвы за долгую жизнь Адольфа Гитлера, немецкий народ и вермахт. Подобные церемонии проводились и в других мусульманских регионах, где вермахт и СС осуществляли набор в свои ряды.
Как указывает в своей книге британский документалист Кристофер Хейл, нацистская пропагандистская кампания в Крыму среди крымских татар увенчалась полным триумфом и благодаря ей вермахт пополнился 20 тысячами татарских добровольцев. Это количество составляло фактически всё мужское татарское население в возрасте от 18 до 35 лет за исключением тех, кто был призван в ряды Красной армии.
Лидеры мусульманских общин Крыма в письме к Гитлеру выразили благодарность за освобождение крымских татар от «кровожадного еврейско-большевистского режима» и охотно предложили своё содействие в вооружённой борьбе против советских партизан. Их набор в состав частей 11-й армии начался уже на следующий месяц.
Генерал-лейтенант Эрих фон Манштейн в своих мемуарах писал:
Татары сразу же встали на нашу сторону. Они видели в нас своих освободителей от большевистского ига, тем более что мы уважали их религиозные обычаи. Ко мне прибыла татарская депутация, принёсшая фрукты и красивые ткани ручной работы для освободителя татар „Адольфа Эффенди“.

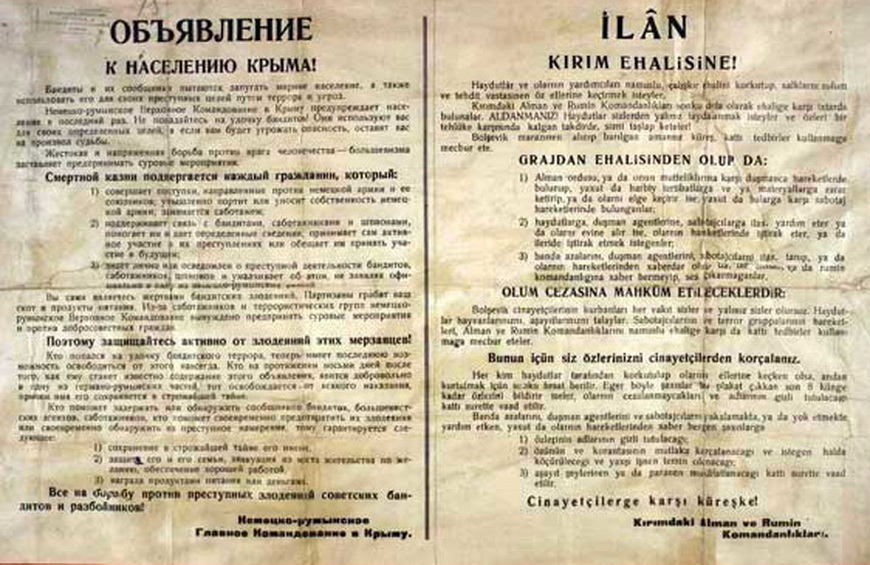
Антипартизанская листовка немецкого командования 11-й армии Крым, зима 1941—1942 года, Государственный архив Республики Крым. Карается смертью не только партизанские действия, но и даже информированность о партизанах. Выдавшим партизан при этом гарантируют анонимность, работу, продуктовое и денежное вознаграждение.

Секретные подразделения СС стали первыми в Крыму, кто начал вербовать мусульманских добровольцев систематически и использовать их как вспомогательные войска. С согласия командования 11-й армии, командир Айнзацгруппы D О. Олендорф задействовал набранных крымских татар в составе своих сил. Через некоторое время 1632 мусульманских добровольца сражались в 14 татарских отрядах самообороны (нем. Tatarenselbstschutzkompanien) из состава Айнзацгруппы D. Эти отряды были разбросаны по всему Крымскому полуострову, добровольцы из их состава получили высокую оценку в документах СС за их борьбу с большевизмом, цыганами и евреями. Заместитель Олендорфа В. Зайберт подчеркивал, что татары доказали свою высокую ценность в борьбе против партизан, и в конце концов офицеры СС предложили идею создания ещё одной мусульманской дивизии СС на Востоке.
Падение Керчи весной 1942 года вселило в татарских легионеров оптимизм, который отражался в их письмах. Летом 1942 года во время боёв за Севастополь проверка писем татарских добровольцев позволила немецким офицерам констатировать их хорошее физическое и эмоциональное состояние, так как крымские татары искренне воздавали благодарности и хвалу фюреру германской нации, а также отсылали домой его фотографии.
К ноябрю 1942 года в Крыму было сформировано 8 батальонов «Шума» крымских татар, весной 1943 года был создан ещё один. Формирование ещё нескольких батальонов и хозяйственных рот не было завершено. (По другим сведениям всего было создано 10 батальонов — 147-й в г. Симферополе, 148-й в г. Карасубазаре, 149-й в г. Бахчисарае, 150-й в г.Старый Крым, 151-й в г. Алуште, 152-й в г. Симферополе (совхоз «Красный»), 153-й в г. Джанкое, 154-й в г. Симферополе, 155-й в г. Евпатории, 156-й в г. Ялте.). Всего добровольцами на службу в вермахте записалось 15—20 тыс. крымских татар.
В Крыму подразделения 11-й армии активно занимались пропагандистской подготовкой крымских татар на специальных курсах, где мусульманские офицеры изучали национал-социализм и взаимоотношения стран оси с исламом. Исследование личной переписки крымских татар после их поступления на службу в 11-ю армию обнажает очень высокий уровень религиозных настроений и желания сражаться и работать. По свидетельству немецкого дипломата В. Хентинга в этих письмах Аллах и Адольф-Эфенди стали неразделимыми понятиями, а во многих из них содержались молитвы за Гитлера.
В ноябре 1943 года крымская группировка немецко-румынских войск была отрезана в Крыму от основных сил вермахта.
С течением времени немецкий энтузиазм по отношению крымских татар начал угасать. Нацистов все более и более беспокоило проникновение партизанских разведчиков в крымскотатарские поселения. На эти вылазки немцы отвечали жестокостью, например в начале 1944 года ряд крымскотатарских деревень был полностью уничтожен немецкими частями, а по мусульманским районам начало распространяться насилие, грабёж и дискриминация.
В апреле 1944 года началось освобождение Крыма Красной Армией.
Летом 1944 года — весной 1945 года Крымскотатарский национальный центр и его глава Эдиге Кырымал пытались добиться признания руководством нацистской Германии своих политических прав. 17 марта 1945 года Кырымал и его организация были признаны властями нацистской Германии «единственным представителем (политическим и дипломатическим) крымскотатарского народа». Однако в обстановке военного поражения Германии это признание было фикцией. Сам Кырымал признавал, что перспективы борьбы за национальное и политическое освобождение крымских татар «были весьма сомнительны».
В последние месяцы оккупации среди мусульман Крыма распространились панические настроения. Многие из них решились бежать с отступающими немецкими частями. Татарские лидеры пытались убедить германское командование эвакуировать хотя бы наиболее значимых мусульманских коллаборационистов. За помощью обращались даже в Берлин к арабскому религиозному деятелю Амину аль-Хусейни. Однако, нацистам было уже не до них, они были слишком заняты спасением собственных войск.

## Формы и проявления коллаборационизма

### Дезертирство из партизанских отрядов и борьба с советскими партизанами

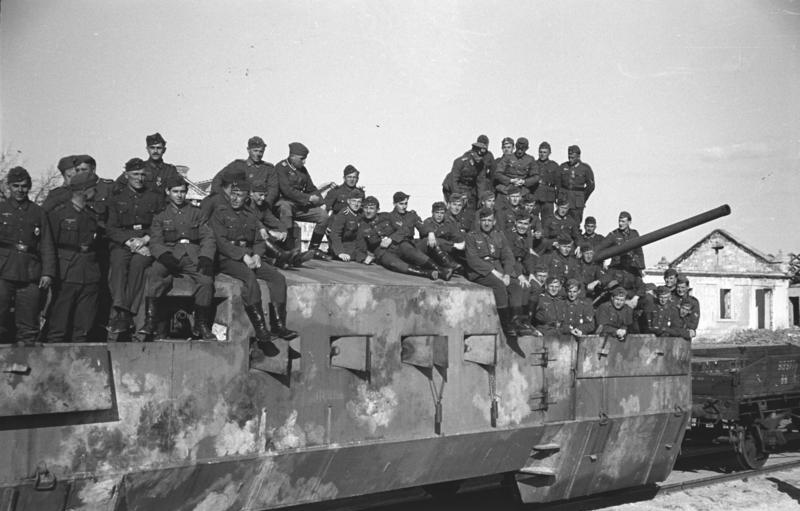
Немецкий бронепоезд с солдатами в Крыму, 1942 г.

Подготовка к партизанской борьбе в Крыму началась задолго до отступления советских войск. В августе 1941 года Крымский областной комитет ВКП(б) (секретарь В. С. Булатов) совместно с 4-м отделом НКВД Крымской АССР начали работу по осуществлению директивы Совнаркома и ЦК ВКП(б) от 29 июня 1941 года о перестройке всей работы на военный лад, включая организацию сопротивления на захваченных территориях, и Постановления ЦК ВКП(б) от 18 июля 1941 года «Об организации борьбы в тылу германских войск». Предполагалось развернуть на территории Крыма партизанское и подпольное движение под руководством подпольного обкома: от 5 до 7,5 тыс. человек, снабжённых оружием, боеприпасами и продовольствием, которых должно было хватить на полгода. Крымский лес поделили на пять оперативных районов, где должны были действовать 29 партизанских отрядов (кроме того, три отряда из Ленинского, Маяк-Салынского районов и Керчи должны были базироваться в каменоломнях Керченского полуострова).
По мере отступления советских войск и вторжения немецко-румынской группировки подготовленные партизанские отряды начали выдвигаться к местам дислокации. К ним присоединялись отступавшие бойцы Красной Армии. В ноябре 1941 года в Крымских горах действовало 27 партизанских отрядов общей численностью более 3,4 тыс. человек (из них около тысячи окруженцев и более 50 % крымских татар). Руководителем Восточного партизанского соединения был крымский татарин Рефат Мустафаев, комиссаром Северного соединения — Мустафа Селимов. Манштейн отмечал, что партизаны представляли серьёзную опасность, для борьбы с ними были разработаны специальные антипартизанские мероприятия возглавляемые штабом майора Конрада Стефануса, широко привлекавшим крымских татар вначале как информаторов и проводников, а с зимы 1942 года и в качестве комбатантов.
Партизанские отряды дислоцировались на территории Алуштинского, Балаклавского, Бахчисарайского, Зуйского, Карасубазарского, Куйбышевского, Старо-Крымского, Судакского, Ялтинского и части Симферопольского районов, где была сосредоточена значительная часть крымскотатарского населения. В одном из приказов Манштейна отмечалось: «Всем задействованным войскам против партизан ещё раз довести до каждого, что в этом деле важна помощь гражданского населения, особенно татар и мусульман, ненавидящих русских… Для этого необходимо не допускать каких-либо неоправданных действий против мирного населения. Особенно требуется корректное обращение по отношению к женщине. Необходимо постоянно уважать семейные традиции татар и мусульман и их религию. Также требую неукоснительного уважения к личному имуществу, сохранности скота, продовольственных запасов сельских жителей». Крымскотатарские националисты начали формирование местных органов национального самоуправления, привлекая широкие слои населения.
С первых дней руководство партизанского движения столкнулось с дезертирством из части партизанских отрядов. По докладной записке разведчика-связиста Бекира Османова, 1 ноября 1941 года Куйбышевский партизанский отряд в составе 115 человек (по словам Османова, «не менее 100 человек татар, человек 6 русских, остальные из других национальностей») выдвинулся к месту дислокации. Отрядом руководили инструктор РК ВКП(б) Ибраимов (начальник штаба), председатель Куйбышевского райсовета Аметов (комиссар), замдиректора Фотисальской МТС Макъянов. «Отряд имел очень богатые базы, мука, макароны, а также медикаменты могли бы обеспечить года на два весь контингент отряда. Командир отряда Ибраимов, при первых же орудийных выстрелах из дер. Ангигуль, бросил отряд и ушёл в деревню, объявив партизанам, что кто желает, пусть идёт домой… С его уходом ушли свыше 50 человек, частично разграбив базы отряда. После него командиром отряда стал Меджметдинов… Командование отрядом… неофициальным путём отдало приказание всем желающим возвратиться домой, что ускорило разгром отряда немцами, так как все неблагонадёжные лица, возвратившись, связались с немцами и указали им пути подхода…». Командующий партизанскими силами А. В. Мокроусов сообщал, что в первые два месяца дезертировали 891 человек, «в основном татары».
Серьёзным ущербом для партизанского движения стала потеря многих продовольственных баз. В докладной записке замначальника Особого отдела центрального штаба Попова говорилось, что основные продовольственные базы партизан были разграблены в декабре 1941 года, «главным образом благодаря предательству со стороны татар», которые служили проводниками немецких войск и сами активно громили продовольственные базы. В Алуштинском отряде к организации продовольственных баз привлекались татары, которые в начале ноября их выдали, и отряд остался без продовольственной базы. В январе 1942 года партизанское руководство оценивало ситуацию с продовольствием как катастрофическую. В большинстве отрядов начался голод, который принял массовый характер. В отчёте о боевых действиях партизан Крыма за 11 месяцев 1942 года собственные потери оценивались в 398 человек убитыми, ещё 473 человека пропали без вести и столько же умерло от голода. Были отмечены случаи употребления в пищу человеческих трупов. Начальник медслужбы Крымского штаба партизанского движения подполковник П. Михайленко в отчёте об итогах работы медицинской службы в партизанских отрядах писала, что у партизан не было бы смертей от голода, если бы не «измена крымских татар (разграбление продовольственных баз и т. д.)». Грабежом партизанских продовольственных баз также занимались жители татарских деревень Баксан, Тау-Кипчак, Мечеть-Эли, Вейрат, Конрат, Еуртлук, Ени-Сала, Молбай, Камышлык, Аргин, Ени-Сарай, Улу-Узень, Казанлы, Корбек, Коуш, Биюк-Узенбаш, Кучук-Узенбаш, Ускут. Вместе с оккупантами они разграбили запасы продовольствия и снаряжения, рассчитанные на снабжение 5-6 тыс. партизан в течение целого года. В результате из 28 партизанских отрядов, действовавших зимой 1941 года в Крыму, двадцать пять остались вообще без баз снабжения.
Местные жители из числа крымских татар, хорошо зная местность, служили проводниками германских войск. Внук бывшего городского головы города Бахчисарая А. Аблаев в приветственном письме Гитлеру заявлял: «Татары Крыма готовы по Вашему зову бороться вместе с германской народной армией на любом фронте. В настоящее время в лесах Крыма находятся партизаны, еврейские комиссары, коммунисты и командиры, которые не успели бежать из Крыма. Для скорейшей ликвидации партизанских групп в Крыму, мы убедительно просим Вас разрешить нам, как хорошим знатокам дорог и тропинок крымских лесов, организовать из бывших „кулаков“, стонущих уже в течение 20 лет под гнётом еврейско-коммунистического господства, вооружённые отряды, руководимые германским командованием. Заверяем Вас, что в самый короткий срок партизаны в лесах Крыма будут уничтожены до последнего человека».
Воспользовавшись помощью местных проводников, немецкие части окружили и разбили войска 48-й кавалерийской дивизии, прикрывавшей отход от Перекопа основных частей 51-й и Приморской армий. Последний бой состоялся в окрестностях Алушты 6 ноября 1941 года. Как писал в рапорте военком дивизии, «Целый день 6 ноября мы дрались и скакали от рубежа к рубежу. Последний рубеж в районе дер. Куру-Узень мы удерживали до 16.00. К этому времени татары-предатели из дер. Казанлы вывели к нам в тыл автоматчиков и создалось такое положение, при котором 68-й кавполк, прикрывавший дорогу Ускут — Карасубазар, оказался совершенно от нас отрезанным. Остальные части — 62-й, 71-й и 147-й к.п. и др. оказались в тактическом окружении…».
Отмечались случаи нападения местных жителей на партизан и бойцов Красной Армии. Так, в донесении об уничтожении разведгруппы сержанта Юргенсона в деревне Ворон говорилось:
9 января 1942 г. в районе г. Старый Крым отдельным парашютным батальоном Крымского фронта была выброшена спецгруппа парашютистов под командой сержанта К. П. Юргенсона. Грузовые парашюты унесло за г. Агармыш, и группа осталась без радиостанции, продовольствия и боеприпасов. 10 суток 12 парашютистов пытались найти партизан или перейти линию фронта, но выполнить это не удалось. «НЗ» закончился, и Юргенсон решил спуститься к морю достать продуктов. Зашли (мокрые, голодные, измученные) в крайний от гор дом в дер. Ворон и попросили продать еду. Хозяин пригласил в дом обогреться, а дочерей отправил за полицией. Дом был окружён самооборонцами из села. Послали в Кутлак за немцами, но те ехать отказались: «Делайте с ними, что хотите». К вечеру в Вороне собралось до 200 татар из Ай-Сереза, Шелена. Десантники отстреливались. Тогда татары решили сжечь их живьём. К татарам прибыла подмога ещё из Капсихора. Общиной решили собрать хозяину дома деньги на строительство нового дома, собрали в сёлах керосин, мазут, солому и дом сожгли. Все десантники сгорели или задохнулись в дыму, отстреливаясь до последнего патрона. Погибли: младший сержант К. П. Юргенсон, рядовые красноармейцы: А. В. Зайцев, Н. И. Дёмкин, М. Г. Кохаберия, Л. И. Нетронькин, Н. Х. Трегулов, А. В. Богомолов, В. С. Быков, А. К. Борисов, Б. Д. Адигиезалов, К. А. Колясников и Г. Г. Казарьян.

### Служба в полиции и иных вооружённых формированиях
При оккупационной администрации были созданы вооружённые формирования крымских татар — отряды самообороны. «Отряды вспомогательной службы» формировались согласно приказу начальника штаба 11-й армии «О самообороне населения против партизан». В приказе предписывалось: «1. Борьба против партизан должна предусматривать уничтожение продовольственных складов и складов боеприпасов. В этих случаях партизаны будут вынуждены получать помощь в населённых пунктах, зачастую применяя силу. Население вынуждено будет обороняться, в том числе и с помощью немецких войск, находящихся в этих районах. В населённых пунктах, далеко расположенных от немецких войск, нужно организовать самооборону. 2. В борьбе с партизанами хорошо зарекомендовали себя татары и мусульмане, особенно в горах, сообщая о партизанах и помогая их выследить. Из этих слоёв населения необходимо привлекать людей для дальнейшего сотрудничества и особенно активного сопротивления партизанам в получении ими продовольствия».
Командир и комиссар 3-го района Г. Северский и Никаноров в 1942 году сообщали: «С первых дней оккупации немецкими войсками Крыма резко оживили свою деятельность буржуазно-националистические и уголовные элементы, особенно в населённых пунктах с татарским населением… Эти лица принимали активное участие в организации добровольческих отрядов местной самообороны, в организации карательных отрядов для борьбы с партизанами. Особенно интенсивно эта работа проводилась в прилесных и горных районах Крыма. К концу декабря [1941 года] им удалось завербовать в эти группы, отряды до 14 тыс. чел. из татарского населения, главным образом из мужчин призывного возраста».
К февралю 1942 года число вооружённых коллаборационистов из числа крымских татар достигло 19 тыс. человек: части 11-й армии и роты СД (около 10 тыс. человек), участники отрядов самообороны (около 4 тыс. человек) и около 5000 резервистов. Со второй половины января по июль 1942 года крымскотатарские подразделения были главной антипартизанской силой в Крыму.
Коллаборационисты из числа крымских татар также использовались немецкими властями в качестве охранников различных военных и гражданских объектов, включая концлагерь, устроенный на территории совхоза «Красный» близ Симферополя, где путём истязаний, расстрелов, отравления газом в специально оборудованных автомобилях («душегубках»), сожжения на кострах, сбрасывания в колодец живыми замучено несколько тысяч человек. Служащие 152-го добровольческого крымскотатарского батальон шуцманшафта не только выполняли функции охраны концлагеря «Красный», но также занимались пытками и массовыми убийствами заключённых.
Согласно докладам партизан, крымскотатарские коллаборационисты также проводили карательные операции против селений, поддерживавших партизан. В ходе этих акций они сжигали постройки и убивали жителей. Служащие 147-го и 154-го добровольческих крымскотатарских батальонов устраивали облавы и поиск советского и партийного актива в городе Симферополь. 148-й, 149-й, 151-й и другие крымскотатарские батальоны участвовали в поиске партизан в лесах, а также в уничтожении людей, чьи близкие были партизанами.
24 мая 1942 года в своём выступлении в рейхстаге Гитлер заявил: «В частях германской армии, наряду с литовскими, латышскими, эстонскими и украинскими легионами, принимают участие в боях с большевиками также татарские вспомогательные войска… Крымские татары всегда отличались своей военной доблестью и готовностью сражаться. Однако при большевистском господстве им нельзя было проявить этих качеств… Вполне понятно, что они плечом к плечу стоят с солдатами германской армии в борьбе против большевизма».
В 1944 году из ранее действовавших с октября 1942 года крымскотатарских добровольческих батальонов «Шума» был образован Татарский горно-егерский полк СС.

### Ведение пропаганды
В период нацистской оккупации в Крыму под эгидой Имперского министерства народного просвещения и пропаганды с 11 января 1942 года до апреля 1944 года выпускалась газета «Азат Кърым» («Свободный Крым»), являвшаяся печатным органом Симферопольского мусульманского комитета. Газета, в частности, публиковала материалы антисоветского и антисемитского характера, заявления лидеров татарских националистов и письма добровольцев-татар.
Так, 20 марта 1942 года газета писала: «Хитрая Англия навсегда потеряла Европу, которую порабощала веками… Политический авантюрист Англии Черчилль и его единомышленник Сталин, обнявшись вместе под руководством Америки и жидовско-империалистических банкиров всего мира, во главе с жидом Рузвельтом, который борется за существование в мире жидовской власти, продолжают войну…», «Являясь старшим официантом американских жидов-банкиров, Черчилль… объявил войну против германского правительства», «Совместно со славными братьями-немцами, подоспевшими, чтобы освободить мир Востока, мы, крымские татары, заявляем всему миру, что мы не забыли торжественных обещаний Черчилля в Вашингтоне, его стремления возродить жидовскую власть в Палестине, его желание уничтожить Турцию, захват Стамбула и Дарданелл… Восток ждёт своего освобождения не от солгавшихся демократов и аферистов, а от национал-социалистической партии и от освободителя Адольфа Гитлера. Мы даём клятву идти на жертвы за такую священную и блестящую задачу».
3 марта 1942 года газета писала: «Большевики считали себя людьми „высокой культуры“, а на крымских татар смотрели чуть ещё не похуже, чем американцы и англичане — на своих негров в колониях. Вместе с тем сами принадлежали к числу москалей или жидов…». В докладе Нури Абибулы на тему «Евреи — враги всех народов» говорилось, что автор «рядом примеров доказал, что евреи действительно являются кровожадными дикарями». 10 апреля 1942 года мусульманская общественность Карасубазара обратилась к Гитлеру с посланием: «Ваша победа — это победа всего мусульманского мира… Вы теперь есть освободитель, руководитель мусульманского мира — газы Адольф Гитлер».
Помимо антисемитской пропаганды газета критиковала союзников СССР: «Плутократы Англии и США, чувствуя свою скорую гибель, бросают всё больше вооружения на различные фронты войны, в особенности на Восточный фронт, где они при помощи иудо-большевиков надеялись разгромить германцев» (4 августа 1942 года). Мустафа Куртиев на страницах газеты писал: «Лорды Англии, жиды Америки недаром обещают большевикам свободу рук в Европе. Целью большевиков является не только захват Ирана, Ирака и Мосула, но в то же время они хотят захватить Мекку и Медину — жизненные центры всей Аравии и всех мусульман мира. Их цель — не что иное, как растаптывать, поджигать и разрушать эти священные земли».

## Депортация
Сразу после освобождения Крыма Красной армией руководство СССР приняло решение о депортации всех крымских татар с территории Крыма, обосновывая своё решение фактами коллаборационизма и сотрудничества части крымскотатарского населения с немецкими оккупантами[страница не указана 2479 дней]: «Многие крымские татары изменили Родине, дезертировали из частей Красной Армии, обороняющих Крым, и переходили на сторону противника, вступали в сформированные немцами добровольческие татарские воинские части, боровшиеся против Красной армии; в период оккупации Крыма немецко-фашистскими войсками, участвуя в немецких карательных отрядах, крымские татары особенно отличались своими зверскими расправами в отношении советских партизан, а также помогали немецким оккупантам в деле организации насильственного угона советских граждан в германское рабство и массового истребления советских людей».
25 апреля 1944 года НКВД СССР сообщал:

В период оккупации Крыма активную помощь разведывательным и контрразведывательным органам противника оказывали созданные немцами так называемые «Национальные комитеты» татар, армян, греков и болгар. Наиболее активную предательскую роль выполнял «Татарский национальный комитет», возглавлявшийся турецко-подданным эмигрантом Абдурешидовым Джемилем (бежал с немцами). «ТНК» имел свои филиалы во всех татарских районах Крыма, вербовал шпионскую агентуру для заброски в наш тыл, мобилизовал добровольцев в созданную немцами татарскую дивизию, отправлял местное нетатарское население для работы в Германию, преследовал советски настроенных лиц, предавая их карательным органам оккупационных властей, и организовал травлю русских.
Деятельность «Татарского национального комитета» поддерживалась широкими слоями татарского населения, которому немецкие оккупационные власти оказывали всяческую поддержку: не угоняли на работу в Германию (исключая 5.000 человек добровольцев), не выводили на принудительные работы, предоставляли льготы при налоговых обложениях и т. п. Ни один населённый пункт с татарским населением немцами при отходе не уничтожен, в то время как города (где татарского населения имелось незначительное количество), совхозы и санатории взрывались и поджигались. <…>
Местные жители заявляют, что преследованию они подвергались больше со стороны татар, чем от румынских оккупантов. <…>
Нетатарское население Крыма с радостью встречает продвигающиеся части Красной Армии, проявляет патриотизм, многие являются с заявлениями о предателях, а татары, как правило, избегают встреч и разговоров с бойцами и офицерами Красной армии, а тем более представителями наших органов. В отдельных случаях, если татары и приветствуют, то по-фашистски.

В сообщении НКВД также говорилось, что многие крымские татары, пытаясь избежать ответственности, являются на призывные пункты для зачисления их в Красную армию, а бывшие полицейские пытаются представляться партизанами[страница не указана 2479 дней].

## Оправдание коллаборационизма
В октябре 2011 года в селе Краснокаменка состоялось торжественное перезахоронение проведшего детство в этом селе, но прожившего большую часть жизни (с 1946 года до смерти в 2011 году) в Лондоне известного писателя Дженгиза Дагджи, которого обвиняли в том, что он дезертировал из Красной Армии и служил оберштурмфюрером Крымской боевой группы (SS-Waffengruppe Krim) Восточно-тюркского соединения СС.
В 2013 году на «круглом столе» в Симферополе член меджлиса крымских татар Али Хамзин заявил, что крымские татары имели полное право дезертировать из Красной армии и перейти на службу нацистским властям, и отверг предложение меджлиса отмежеваться от коллаборационистов. «Мы не будем отмежёвываться от крымских татар, которые якобы, как вы говорите, были коллаборационистами. Мы не будем отмежёвываться от власовцев и считать их предателями», — сказал он.